# Joe Panik
Joseph Matthew Panik (né le 30 octobre 1990 à Yonkers, New York, États-Unis) est un joueur de deuxième but des Giants de San Francisco de la Ligue majeure de baseball.

## Carrière
Joueur du Red Storm de l'université de Saint John dans l'État de New York, Joe Panik est le premier choix des Giants de San Francisco et le 29e athlète sélectionné au total par un club du baseball majeur au repêchage amateur de 2011. Panik est alors joueur d'arrêt-court mais l'émergence de Brandon Crawford à cette position à San Francisco amène la franchise à miser sur un futur avec Panik au deuxième but. Il débute bien sa carrière professionnelle : à sa première année en ligues mineures en 2011, il est nommé joueur par excellence de la Northwest League alors qu'il frappe pour une moyenne au bâton de ,341 et affiche un pourcentage de présence sur les buts de ,401 en 69 matchs des Volcanoes de Salem-Keizer, le club-école de niveau A des Giants. 
Joe Panik joue pour la première fois dans le baseball majeur le 21 juin 2014 avec les Giants. Le lendemain, à son premier départ au deuxième but, il obtient son premier coup sûr dans les majeures, une réussite aux dépens du lanceur Mike Bolsinger des Diamondbacks de l'Arizona, en plus de récolter plus tard dans le match son premier point produit grâce à un double. Il frappe son premier coup de circuit dans les grandes ligues, une claque de 3 points, aux dépens de Doug Fister des Nationals de Washington le 22 août 2014. Une curiosité statistique est liée aux débuts de Panik dans les majeures : le 1er septembre 2014, les Giants terminent au Colorado un match amorcé au même endroit contre les Rockies le 22 mai précédent, mais suspendu en raison de la météo défavorable. Panik jouait encore dans les mineures le 22 mai, mais fait partie de l'effectif des Giants trois mois et demi plus tard, et entre en jeu lorsque ce match reprend. Dans les statistiques officielles de la MLB, le premier match joué par Panik dans les majeures est donc celui du 22 mai, même si en réalité il n'a foulé le terrain ce jour-là,.
À sa saison recrue avec les Giants, Panik se démarque avec 82 coups sûrs, un circuit, 18 points produits et une moyenne au bâton de ,305 en 287 passages au bâton. Il termine 6e du vote annuel désignant la recrue de l'année de la Ligue nationale. Il frappe son premier circuit en éliminatoires le 16 octobre 2014 dans le 5e match de la Série de championnat de la Ligue nationale face aux Cardinals de Saint-Louis. Il savoure la conquête de la Série mondiale 2014 avec les Giants.